# Burgberg im Allgäu
Burgberg im Allgäu (amtlich: Burgberg i.Allgäu) ist eine Gemeinde im schwäbischen Landkreis Oberallgäu (Bayern).

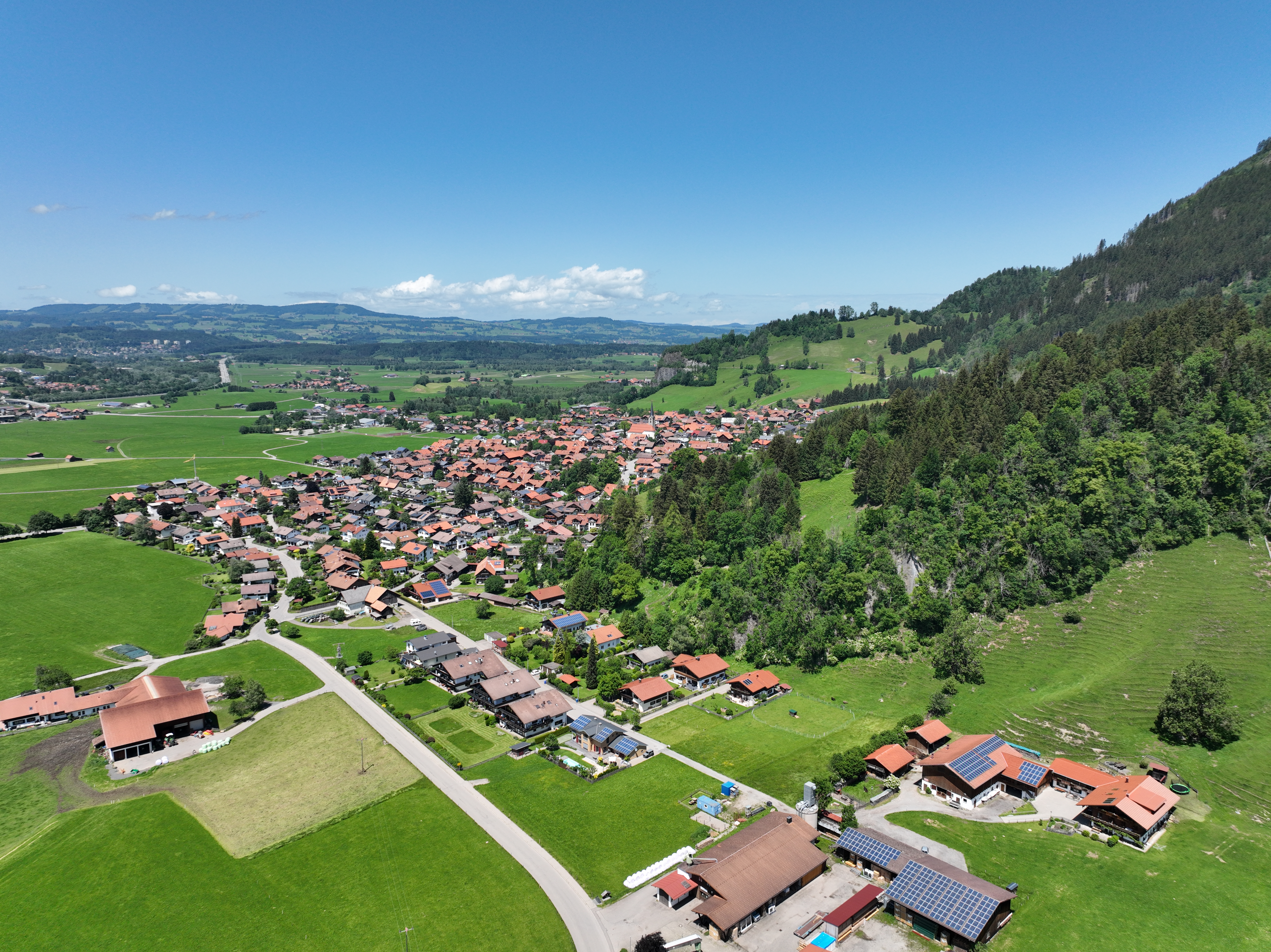
Burgberg im Allgäu von oben

## Geographie
Der Ort liegt südwestlich am Fuß des „Hausbergs“ Grünten. Es gibt nur die Gemarkung Burgberg im Allgäu. Die Gemeinde hat 6 Gemeindeteile (in Klammern ist der Siedlungstyp angegeben):
- Agathazell (Kirchdorf)
- Auf dem Ried (Einöde)
- Burgberg i.Allgäu (Pfarrdorf)
- Erzflöße (Einöde)
- Häuser (Dorf)
- Ortwang (Dorf)

Östlich von Burgberg fließt die Starzlach, welche die seit 1932 begehbare Starzlachklamm bildet und beim Gemeindeteil Erzflöße in die Ostrach mündet.

## Geschichte

### Bis zur Gemeindegründung
Namensgebend für die Gemeinde ist die Burg Heimenhofen am südöstlichen Ortsausgang. Bereits 1140 war diese Sitz des Burkhart von Burgberg. Von 1351 bis 1536 war sie Sitz der Herren von Heimenhofen. Burgberg im Allgäu gehörte zum Hochstift Augsburg. Seit der Säkularisation von 1803 gehört der Ort zu Bayern. Im Zuge der Verwaltungsreformen in Bayern entstand mit dem Gemeindeedikt von 1818 die heutige Gemeinde.

### Einwohnerentwicklung
Von 1988 bis 2008 wuchs die Bevölkerung um 488 Personen bzw. ca. 19 %. Zwischen 1988 und 2018 wuchs die Gemeinde von 2620 auf 3256 um 636 Einwohner bzw. um 24,3 %.
Die nachfolgenden Zahlen beziehen sich auf den Gebietsstand vom 25. Mai 1987:

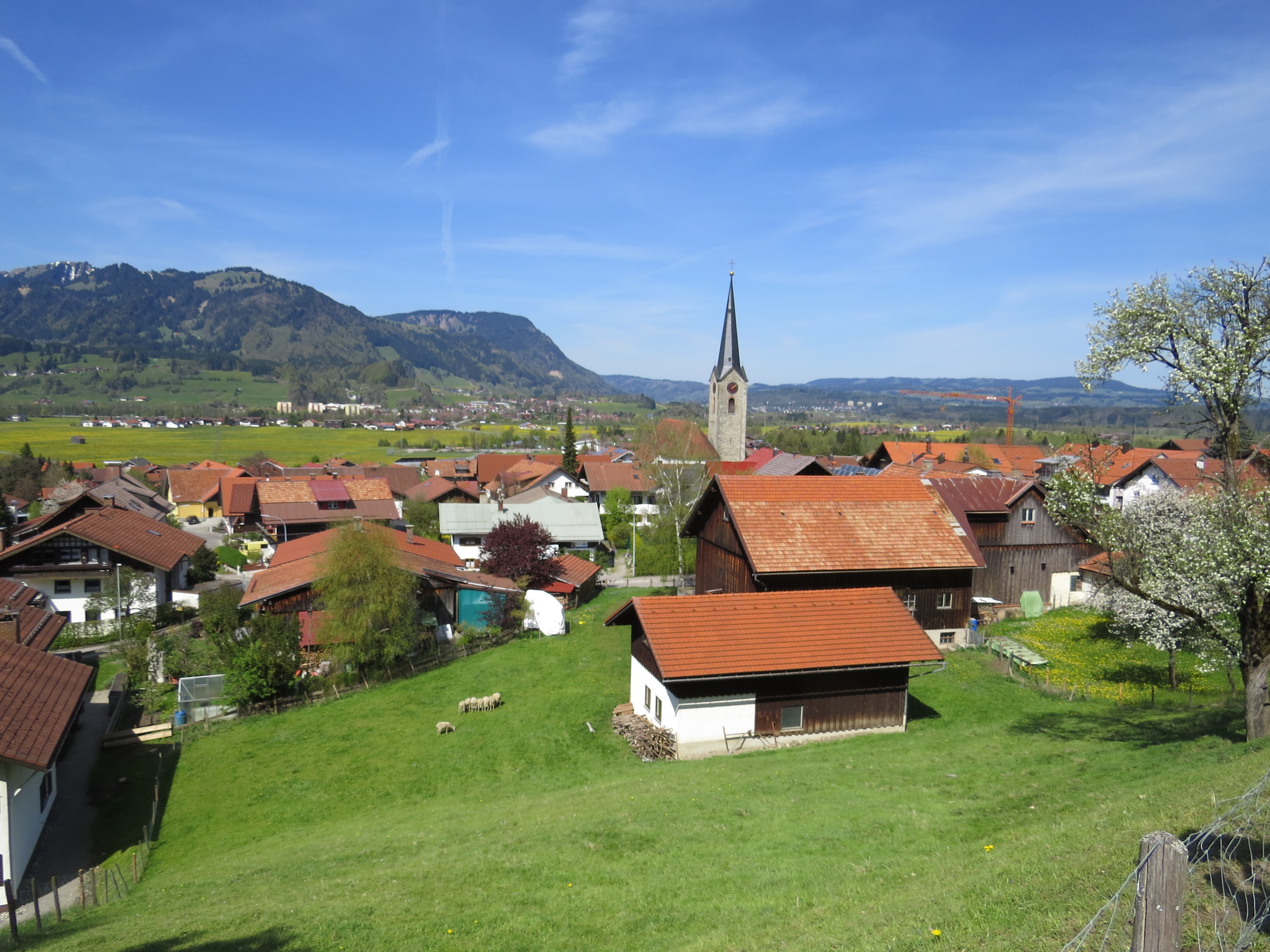
Burgberg von Südosten

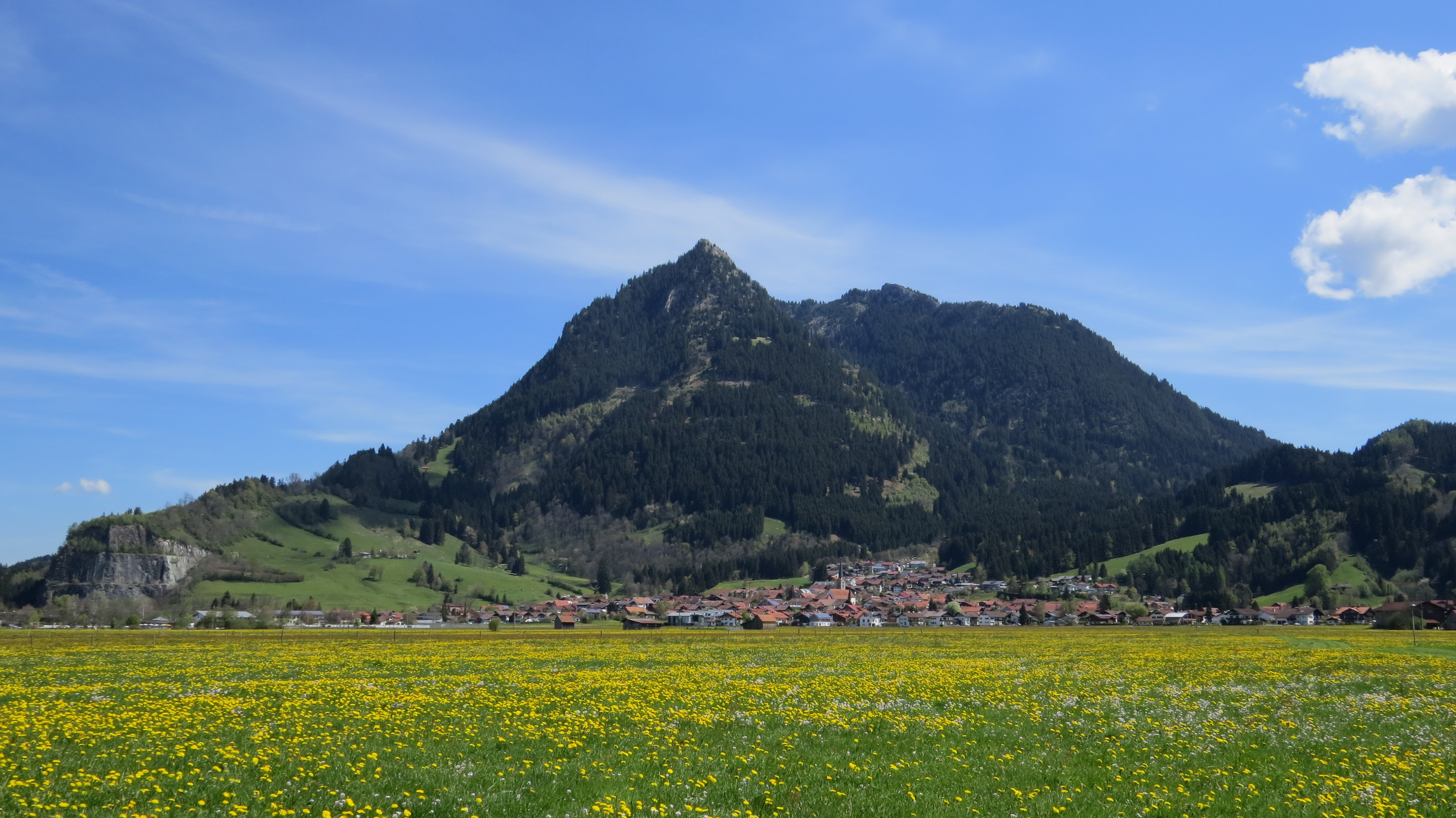
Burgberg mit Grünten

| Jahr      | 1840 | 1900 | 1939 | 1950 | 1961 | 1970 | 1987 | 1991 | 1995 | 2000 | 2005 | 2010 | 2015 |
| Einwohner | 876  | 920  | 1129 | 1706 | 1636 | 2167 | 2608 | 2807 | 3151 | 3251 | 3226 | 3107 | 3229 |

## Bergbau
Im Spätmittelalter wurde in der Nähe von Burgberg, am Fuße des Grünten Erz aus dem vererzten Nummulitenkalk abgebaut, welches im nahen Sonthofen und Hindelang verhüttet wurde. Zur Erinnerung daran wurde am 16. Juli 2006 die „Erzgruben Erlebniswelt am Grünten“ eröffnet. Aufgrund der Erzgewinnung wurden große Teile des Burgberger Waldes abgeholzt. Er wurde wieder aufgeforstet und besteht heute aus einer Nadelwald-Monokultur, die für Borkenkäfer anfällig ist.

## Politik

### Gemeinderat
Die Wahl am 15. März 2020 hatte folgendes Ergebnis:
| Partei/Liste                       | Stimmenanteil | Sitze |
| Christlich-Soziale Union in Bayern | 30,02 %       | 5     |
| Bündnis 90/Die Grünen              | 19,21 %       | 3     |
| Freie Wähler Bayern                | 21,16 %       | 3     |
| Unabhängige Liste                  | 29,61 %       | 5     |

Die Wahlbeteiligung lag bei 72,29 % und damit um 8,2 % höher als 2014. Gegenüber 2014 verloren CSU und Freie Wähler jeweils einen Sitz, die Unabhängige Liste konnte ein Mandat dazu gewinnen. Während die SPD (bisher zwei Sitze) keinen Wahlvorschlag mehr einreichte, bewarben sich Die Grünen neu und erreichten auf Anhieb drei Sitze.

### Bürgermeister
Erster Bürgermeister ist seit 1. Mai 2020 André Eckardt (CSU); dieser wurde am 15. März 2020 bei einem Mitbewerber mit 56,3 % der Stimmen gewählt. Sein Vorgänger war von 1990 bis 2020 Dieter Fischer (Freie Wähler); bei den Kommunalwahlen in Bayern 2014 war er mit einem Stimmenanteil von 55,3 % für die fünfte Amtszeit gewählt worden.

### Wappen
| Wappen von Burgberg im Allgäu | Blasonierung: „Gespalten von Rot und Silber; am Spalt vorne eine silberne Burg mit offenem Tor, hinten ein grüner Berg mit drei Spitzen, belegt mit einem silbernen Schlägel und einem silbernen Hammer in schräger Kreuzung.“ |
| Wappen von Burgberg im Allgäu | Wappenbegründung: Die Burg und der Berg stehen redend für den Ortsnamen. Die Burg war der Stammsitz der Herren von Burgberg, die bereits im 12. Jahrhundert erwähnt werden und bis 1327 nachweisbar sind. Burgberg blieb bis 1803 im Besitz des Hochstifts Augsburg. Daran erinnern die Farben Rot und Silber. Der Berg stellt außerdem den nahe gelegenen Grünten dar. Hammer und Schlägel erinnern an die vom 17. bis zum 19. Jahrhundert betriebenen Erzgruben, in denen auch viele Burgberger Knappen arbeiteten. |

## Bildung
Vor Ort gibt es einen Kindergarten und eine Grundschule.

## Persönlichkeiten, Töchter und Söhne
- Willy Müller (1903–1992), Erfinder des Anrufbeantworters und weiterer technischer Geräte
- Walburga Kessler (1918–1944), Opfer der Nationalsozialismus
- Arnulf Heimhofer (1930–2020), Kunstmaler
- Alfons Zeller (* 1945), ehemaliger Abgeordneter der CSU im Bayerischen Landtag, geboren in Häuser
- Eva Weber (* 1977), Oberbürgermeisterin der Stadt Augsburg, lebte in Burgberg

## Ehrenbürger
- Arnulf Heimhofer (1930–2020), deutscher Kunstmaler
- Hermann Köberle (* 27. Februar 1919; † 28. März 2011)

## Freizeit
Im Winter stehen zahlreiche Langlaufloipen und eine Rodelbahn zur Verfügung, im Sommer laden das im Mai 2007 neueröffnete Naturfreibad und der Ortwanger Baggersee zum Baden ein. Des Weiteren sind zahlreiche Wanderwege ausgeschildert. 
Burgberg liegt am Bodensee-Königssee-Radweg, welcher in Lindau beginnt und zum Königssee bei Berchtesgaden führt. Von Sonthofen führt er über Burgberg nach Rettenberg und weiter über Oy-Mittelberg nach Füssen.
Durch Burgberg führt auch die ca. 475 Kilometer lange Radrunde Allgäu.
Alle zwei Jahre findet am Faschingssamstag der Burgberger Nachtumzug statt.

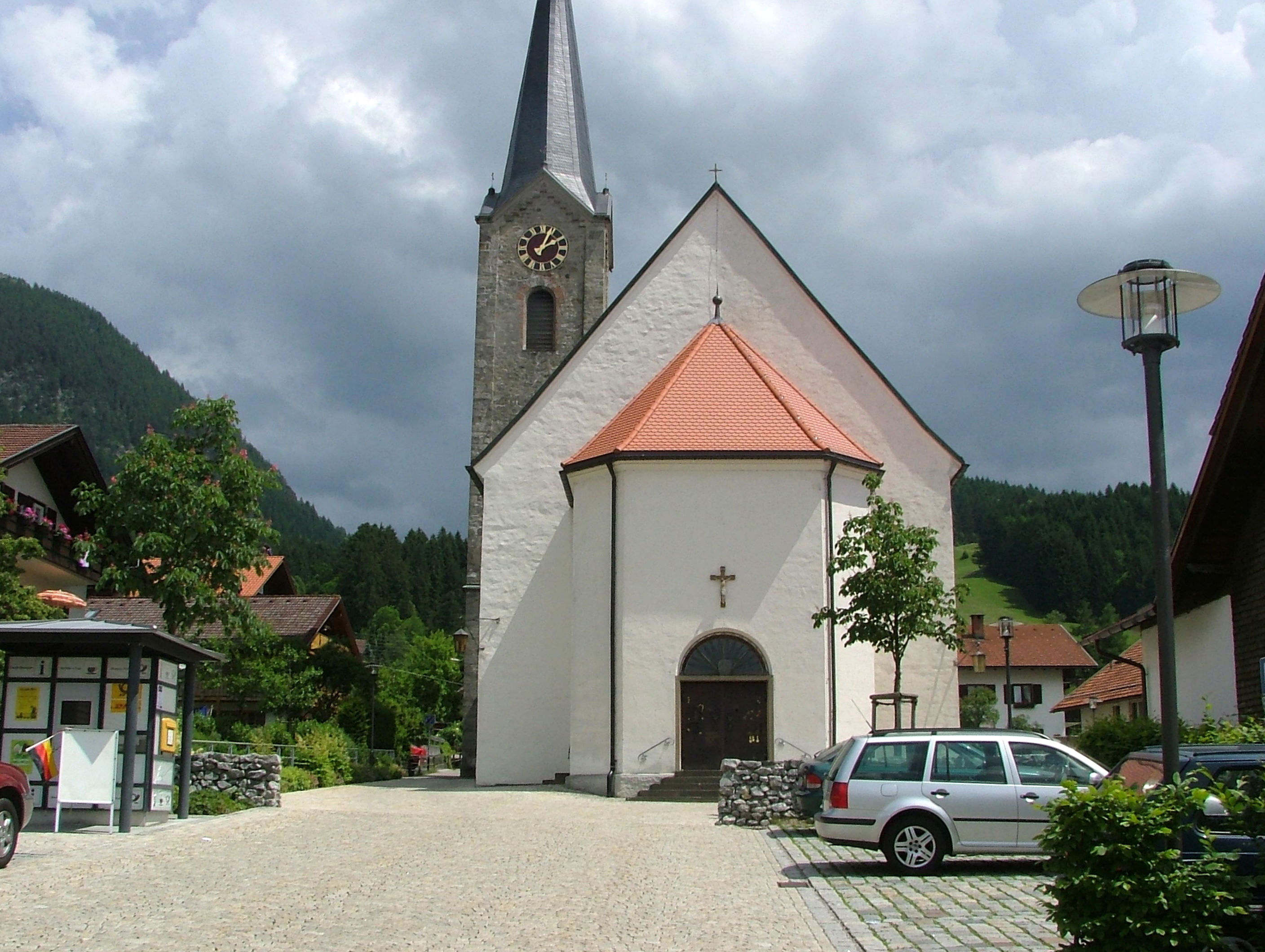
Kirchplatz
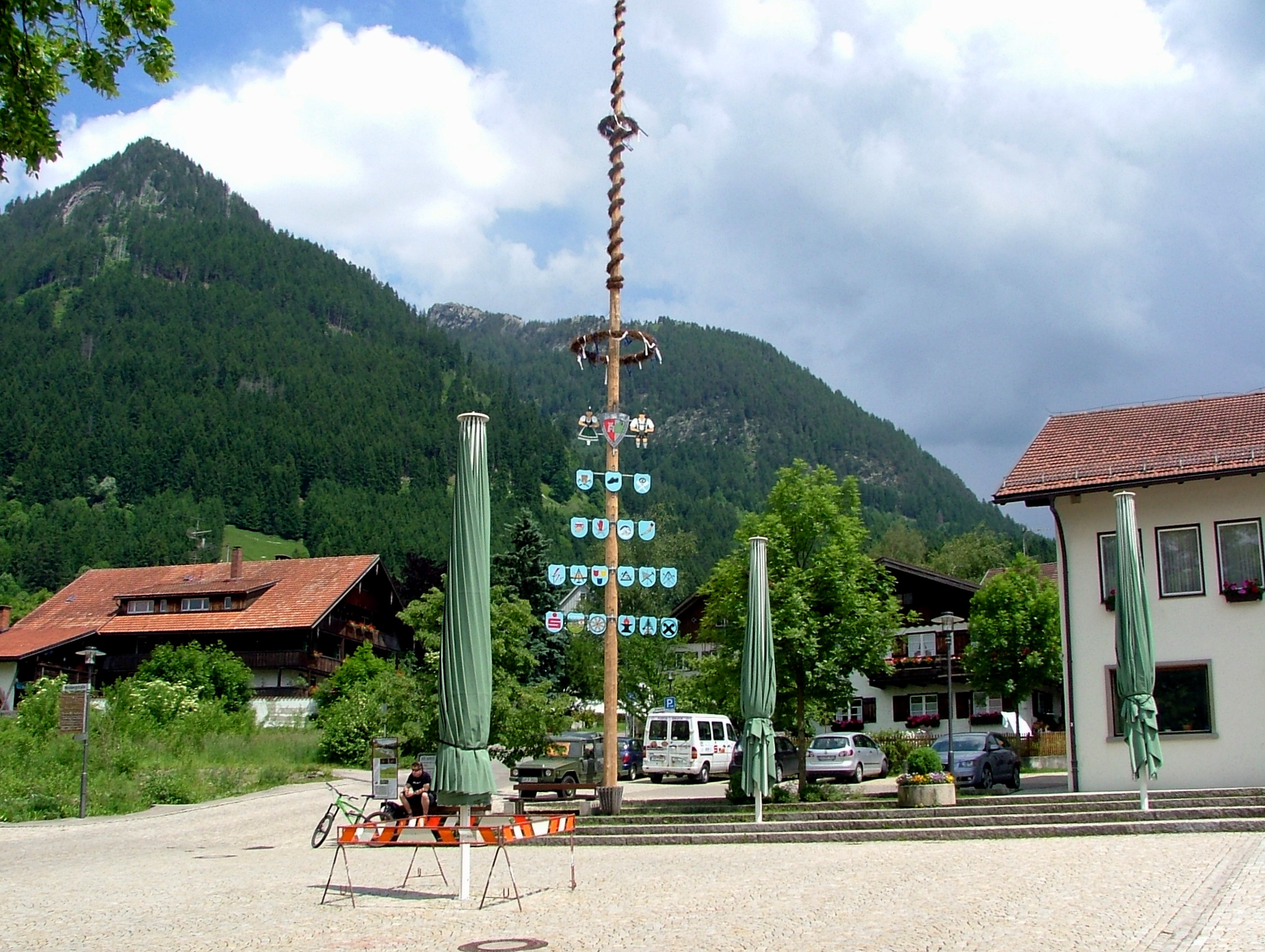
Burgberg Mitte
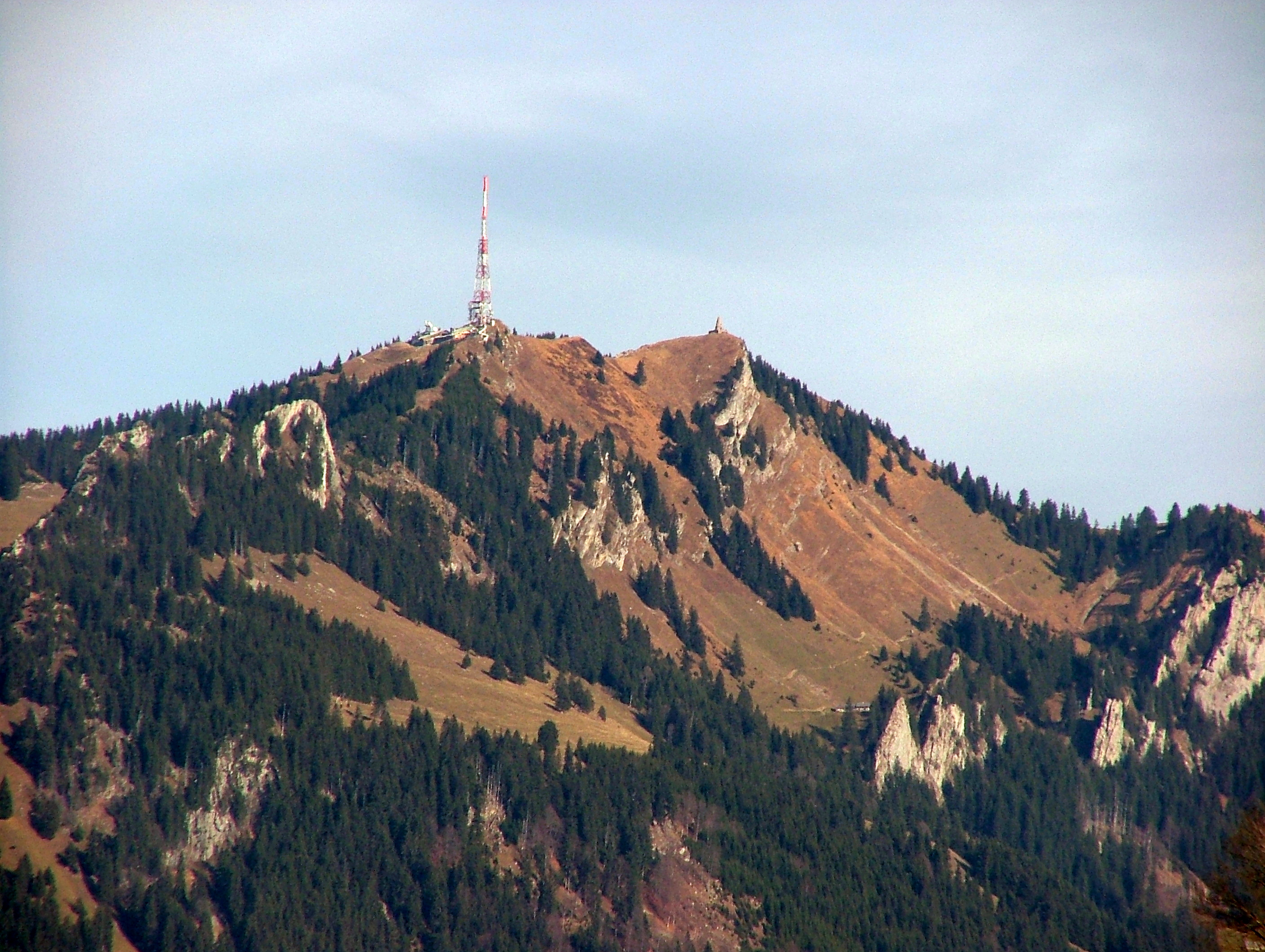
Grünten
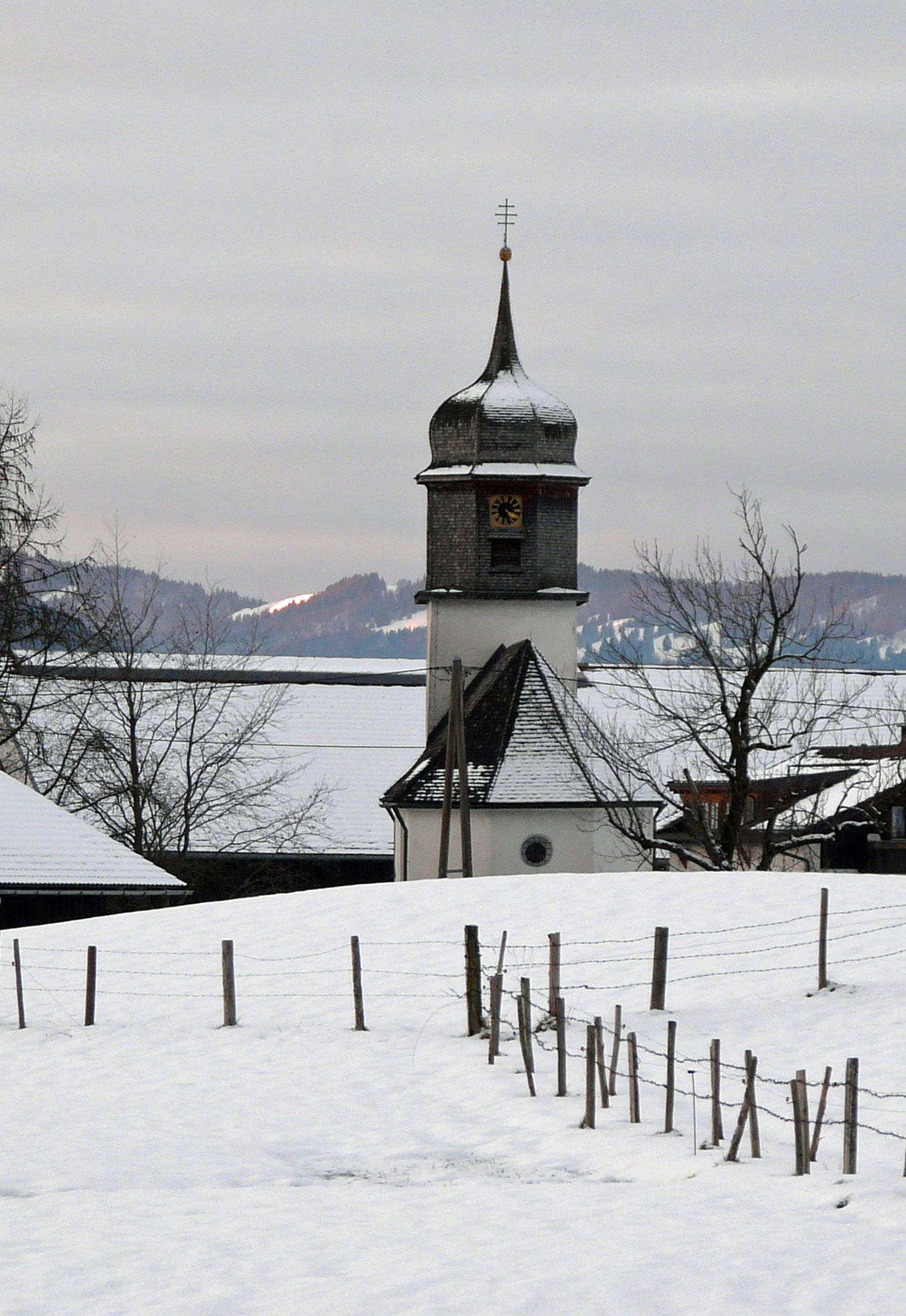
Kapelle in Agathazell